# Kostas Papadakis
Konstandinos (Kostas) Papadakis, gr. Κωνσταντίνος (Κώστας) Παπαδάκης (ur. 18 kwietnia 1975 w Atenach) – grecki polityk, działacz partyjny, poseł do Parlamentu Europejskiego VIII, IX i X kadencji.

## Życiorys
Z zawodu pracownik socjalny. Zaangażował się w działalność polityczną w ramach Komunistycznej Partii Grecji. Awansował w strukturze partyjnej, wchodząc w skład jej wydziału zagranicznego i komitetu centralnego.
W wyborach w 2014 z listy komunistów uzyskał mandat eurodeputowanego VIII kadencji. Nie przystąpił do żadnej z frakcji w PE. Z powodzeniem ubiegał się o reelekcję w 2019 i 2024.